# Кінний спорт на літніх Олімпійських іграх 1920
Змагання з кінного спорту на літніх Олімпійських іграх 1920 в Антверпені тривали з 6 до 12 вересня на Олімпійському стадіоні. В програмі було чотири види кінного спорту: виїздка, триборство, конкур і вольтижування (єдиний раз в історії Олімпійських ігор). У виїздці проводили тільки ідивідуальні змагання, а в інших трьох видах - індивідуальні та командні, тобто загалом розіграно 7 комплектів нагород.

## Медальний залік
| Дисципліни                  | Золото | Срібло | Бронза |
| --------------------------- | --- | --- | --- |
| Індивідуальна виїздка       | Янне Лундблад на Uno (SWE)                                                                                 | Бертіль Сандстрем на Sabel (SWE)                                                                                           | Ганс фон Розен на Running Sister (SWE)                                                                                              |
| Індивідуальне триборство    | Гельмер Мернер на Germania (SWE)                                                                           | Оґе Лундстрем на Ysra (SWE)                                                                                                | Етторе Каффаратті на Caniche (ITA)                                                                                                  |
| Командне триборство         | Швеція (SWE) Гельмер Мернер і Germania Оґе Лундстрем і Ysra Ґеорґ фон Браун і Diana Ґустав Дюрш і Salamis  | Італія (ITA) Етторе Каффаратті і Caniche Гарібальді Спігі і Otello Джуліо Каччандра і Facetto Карло Азінарі і Savari       | Бельгія (BEL) Роже Мереман д'Еме і Sweet Girl Освалд Лінтс і Martha Жуль Бонваль і Weppelghem Жак Мізон і Gaucho                    |
| Індивідуальний конкур       | Томмазо Леквіо ді Ассаба на Trebecco (ITA)                                                                 | Алессандро Валеріо на Cento (ITA)                                                                                          | Карл Ґустав Левенгаупт на Mon Coeur (SWE)                                                                                           |
| Командний конкур            | Швеція (SWE) Клас Кеніґ і Tresor Ганс фон Розен і Poor Boy Даніель Норлінґ і Eros II Франк Мартін і Kohort | Бельгія (BEL) Анрі Лам і Biscuit Андре Куман і Lisette Ерман де Ґефф'єр д'Еструа і Miss Ерман д'Ультромон і Lord Kitchener | Італія (ITA) Етторе Каффаратті і Traditore Алессандро Альвізі і Raggio di Sole Джуліо Каччандра і Fortunello Карло Азінарі і Varone |
| Індивідуальне вольтижування | Даніель Букаер (BEL)                                                                                       | Ф'єль (FRA) | Луї Фін (BEL) |
| Командне вольтижування      | Бельгія (BEL) Даніель Букаер Луї Фін Моріс ван Ранст                                                       | Франція (FRA) Ф'єль Салін Коши                                                                                             | Швеція (SWE) Карл Ґреен Андерс Мортенссон Оскар Нільссон                                                                            |

## Країни-учасниці
Змагалися 89 вершників з 8-ми країн:
- Бельгія (18)
- Фінляндія (1)
- Франція (24)
- Італія (10)
- Нідерланди (1)
- Норвегія (5)
- Швеція (22)
- США (8)

## Таблиця медалей
| Місце              | Країна             | Золото | Срібло | Бронза | Загалом |
| ------------------ | ------------------ | ------ | ------ | ------ | ------- |
| 1                  | Швеція (SWE)       | 4      | 2      | 3      | 9       |
| 2                  | Бельгія (BEL)      | 2      | 1      | 2      | 5       |
| 3                  | Італія (ITA)       | 1      | 2      | 2      | 5       |
| 4                  | Франція (FRA)      | 0      | 2      | 0      | 2       |
| Загалом (4 збірні) | Загалом (4 збірні) | 7      | 7      | 7      | 21      |

## Footnotes
1. ↑  Evans, Hilary; Gjerde, Arild; Heijmans, Jeroen; Mallon, Bill та ін. Equestrianism at the 1920 Antwerp Summer Games. Olympics at Sports-Reference.com. Sports Reference LLC. Архів оригіналу за 17 квітня 2020. Процитовано 13 квітня 2020. {{cite web}}: Cite має пустий невідомий параметр: |df= (довідка)
2. ↑  В медальній базі даних МОК вказано ще двох членів команди van Schauwbroeck (можливо van Schauwenbroeck) 
 і van Cauwenberg (можливо Альбер ван Каувенберґ), однак усі інші поважні бази даних містять лише трьох медалістів.